# Johann Georg Wagler
 (janvier 2023).
Johann Georg Wagler est un zoologiste allemand, né le 28 mars 1800 à Nuremberg et mort le 23 août 1832 à Moosach, un village près de Munich.

## Biographie
Johann Georg Wagler fait ses études à l'université d'Erlangen où il obtient un titre de docteur en 1820. Il participe aux travaux de l'Académie bavaroise des sciences de Munich et en devient le secrétaire en 1819.
En 1820, Wagler collabore avec Johann Baptist von Spix et Carl Friedrich Philipp von Martius pour l'organisation et le classement de l'immense collection qu'ils ont rapporté du Brésil. Il s'occupe plus particulièrement des serpents et fait paraître, à partir des notes de Spix, Serpentum Brasiliensium en 1824.
Il devient le directeur du musée zoologique de l'université de Munich après la mort de Spix en 1826. En 1827, il obtient une chaire dans cette même université. Parmi ses élèves, il faut citer Louis Agassiz qui était venu en Allemagne pour travailler avec Martius et Lorenz Oken.
Il fait paraître Natürliches System der Amphibien en 1830, fruit de dix ans de travail. Il travaille sur une importante collection rapportée du Brésil et publie Monographia Psittacorum en 1832 dans lequel il décrit l'ara bleu. Une série de 36 planches, colorées à la main, paraissent en partie posthumément entre 1828 et 1833, Descriptiones et Icones Amphibiorum.
Wagler meurt accidentellement à 32 ans en nettoyant son fusil.

## Liste partielle des publications
- Serpentum Brasiliensium Species Novae (1824) Herpetology of Brazil (Facsimilé de 1981) (avec Johann Baptist von Spix)
- Descriptiones et Icones Amphibiorum (1828-1833)
- Natürliches System der Amphibien, mit vorangehender Classification der Säugthiere und Vogel. Ein Beitrag zur vergleichenden Zoologie (1830)
- Monographia Psittacorum (1832)